# Ługówka
Ługówka (prononciation : [wuˈɡufka]) est un village polonais de la gmina de Góra Kalwaria dans le powiat de Piaseczno de la voïvodie de Mazovie dans le centre-est de la Pologne.
Il se situe à environ 6 kilomètres à l'ouest de Góra Kalwaria (siège de la gmina), 12 km au sud-est de Piaseczno (siège du powiat) et à 27 km au sud de Varsovie (capitale de la Pologne).
Le village compte approximativement une population de 40 habitants en 2006.

## Histoire
De 1975 à 1998, le village appartenait administrativement à la voïvodie de Varsovie.